# Moala
Moala je ostrov vulkanického původu ležící v souostroví Moala, podskupině souostroví Lau. Leží na 18,60° jižní šířky a 179,90° východní délky.
Moala má rozlohu 62,5 km² a maximální výšku 468 m. Na ostrově žije přibližně 3000 obyvatel.

## Obyvatelstvo
Obyvatelstvo čítající 3000, žije ve třech vesnicích, přičemž největší z nich je Neroi s 500 obyvateli.

### Náboženství
1. Římskokatolická církev
2. Metodisté

## Delaimoala
Dalaimola je nejvyšší vrchol ostrova Moala měřící 468 metrů nad mořskou hladinou. Je pokryt bohatou a bujnou vegetací.

## Ekonomika
Hospodářská aktivita ostrova zahrnuje:
- pěstování kokosových ořechů
- výrobu kakaa
- rybolov
- produkci kava